# Ванільний крем
Ванільний крем — інгредієнт для безлічі рецептів, таких як заварне тістечко, еклер, саламбо, париж-брест, тарт тропезьєн або мільфей.

## Склад
Цей крем складається з молока, яєць (іноді тільки жовтків), цукру, пшеничного борошна або крохмалю і масла (іноді).
Все це нагрівається, збивається та остуджується. У класичному варіанті додають стручок ванілі, але можна додати крему й інший смак додаванням шоколаду, кави, лимона тощо.

## Спосіб отримання
Молоко нагрівають, давши стручку ванілі настоятися. У мисці бланшують яєчні жовтки з цукром. Потім додають борошно і, необов'язково, крохмаль та/або сіль. Потім суміш розводять молоком на дві частини, перемішуючи до однорідного стану. Все нагрівають до температури 85 °C, перемішуючи дерев'яною лопаткою або віночком і постійно очищаючи дно ємності, щоб крем не підгорав.
Особливість в тому, що під час цього дбайливого приготування при температурі 85 °C яйця згортаються, тому суміш загусає та утворює крем. Суміш на даному етапі пастеризується, що дозволяє більш тривале зберігання, ніж у заварного або англійського крему (і відповідно, приготованого з нього десерту Плаваючий острів), рецепти яких вимагають свіжовідложених яєць. Щоб уникнути бактеріологічного зараження отриманий крем переливається ще гарячим в ідеально чисту ємність, що герметично закривається; потім відразу ж поміщається в холодильник.

### Варіант
Стручок ванілі розрізається, насіння витягуються. Молоко нагрівають, і половинки стручка настоюють в ньому разом з насінням. У мисці бланшують яєчні жовтки з цукром. Потім додають борошно або кукурудзяний крохмаль. Потім суміш розводять молоком на дві частини при перемішуванні до отримання однорідної суміші. Все нагрівають до кипіння, постійно помішуючи віночком і постійно очищаючи дно ємності, щоб крем не пригорав. Знімають з вогню, продовжуючи обережно помішувати, а потім наносять тонкий шар топленого масла або кладуть харчову плівку на поверхню суміші, щоб запобігти утворенню кірки. Після охолодження поміщають в холодильник.

## Використання
Кондитерський крем використовується при приготуванні різних десертів, таких як:
- амбасадор
- шинуа
- слойки з кремом
- крокембуш
- дипломат
- діворс
- еклер
- баскійський пиріг
- мільфей
- оранський
- париж-брест
- черниця
- сент-оноре
- саламбо
- тарт тропезьєн (в суміші з масляним кремом)

## Основні похідні кондитерського крему
- Кондитерський крем + італійське безе = крем шибу
- Кондитерський крем + збиті вершки = крем принцеса
- Кондитерський крем + збиті вершки + желатин = крем дипломат
- Кондитерський крем + мигдалевий крем = крем для франжипану
- Кондитерський крем + вершкове масло = муселіновий крем